# Guangtong Bus
Zhuhai Granton Bus and Coach Co., Ltd. — китайский производитель автобусов, основанный в 1999 году. Производственная база расположена в научно-техническом промышленном парке Саньцзао, занимающем площадь более 128 000 квадратных метров, из которых общая площадь производственного цеха составляет около 60 000 квадратных метров.
С 2008 года Guangtong Bus сотрудничает с Коулуном по поводу сборки двухэтажных автобусов Alexander Dennis. Долгосрочное соглашение было подписано в 2011 году в целях поставок двухэтажных автобусов в Гонконг и Азиатско-Тихоокеанский регион.
В июле 2016 года компания Guangtong Bus завершила стратегическое приобретение Zhuhai Guangtong Bus Co., Ltd. и учредила Zte Smart Car Co., Ltd.

## Модельный ряд
- GTZ6129BEVB
- GTZ6810BEV
- GTZ6112BEV
- GTZ6819BEVB
- GTZ6859BEVB
- GTZ6109BEVB1
- Jielian JL-010M